# Elsa Wilder
Elsa Wilder (* 1918 in Friedingen; † 1987 in Kiel) war eine deutsche Künstlerin.
Wilder hatte sich der modernen Malerei verschrieben. Besonderes Merkmal ihrer Bilder war die abstrakte Darstellung der Figuren in der Form „Verzerrter Strichmännchen“ und immer wiederkehrende, unterschiedlich große Kreisintegrationen. Weiteres Merkmal war die minimalistische Farbpalette, die sich oft nur auf zwei unterschiedliche Farbtöne beschränkte.
Erste größere Ausstellungen Ende der 1960er Jahre sorgten für zunehmende Popularität und öffneten ihr Jahre später die Türen zum „Grand Prix International d’Art“ in Monaco, wo sie den ersten Preis gewann. Zeitgleich wurde sie Mitglied der GEDOK, einer Vereinigung zur Förderung talentierter Künstlerinnen.
Bis zu ihrem Tod 1987 schuf sie immer wieder neue Werke, welche auf unzähligen Ausstellungen präsentiert wurden. Elsa Wilder verstarb 1987 in ihrer langjährigen Wahlheimat Kiel.

## Ausstellungen
- 1968 Hamburg
- 1969 Hagen
- 1972 Kirchbarkau
- 1975 Lütjenburg
- 1976 Monaco
- 1976 Frankfurt
- 1977 München
- 1978 Nürnberg
- 1979 Hamburg
- 1979 Stuttgart
- 1981 Berlin
- 1981 Düsseldorf
- 1981 Kiel
- 1983 Cuxhaven
- 1985 Kiel